# Église Saint-Pierre de Coxyde
L'église Saint-Pierre (en néerlandais : Sint-Pieterkerk) est un édifice religieux catholique de style néo-gothique sis 1 place Saint-Pierre. à Coxyde, en Belgique. Construite au XIXe siècle l'église est lieu de culte de la paroisse catholique de Coxyde-Village.  

## Histoire
En 1216, une chapelle aurait été fondée par la paroisse Sainte-Walburge à Furnes, la chapelle Simoens. Elle a été remplacée par une église vers 1700-1705. Une église néo-gothique a été construite de 1845 à 1848. 
L'église a été entièrement rénovée en 1958. 

## Bâtiment
Construite au XIXe siècle en forme de croix grecque l'église possède une tour-clocher ouest plus ancienne. Cette dernière se compose de trois sections et au-dessus, entre quatre tourelles d'angle, un étage supplémentaire avec une horloge, continuant en tour octogonale pointue.  
Le mobilier de l'église néo-gothique date de la fin du 19e siècle. 
Le cimetière entourant l'église possède un calvaire.